# Assises chrétiennes de la mondialisation
Pour les articles homonymes, voir ACM.
Les Assises chrétiennes de la mondialisation (ACM) est un mouvement altermondialiste chrétien français.

## Origines
Huit organisations françaises, catholiques et protestantes, se regroupent pour une démarche commune de réflexion, de témoignage et d'action. Ces huit associations sont le Secours catholique, CCFD-Terre solidaire, la Confédération française des travailleurs chrétiens (le syndicat CFTC), Entrepreneurs et dirigeants chrétiens (EDC), Eccleria (ex MCC - Mouvement chrétien des cadres et dirigeants), Chrétiens dans le monde rural (CMR), la Fédération protestante de France (FPF), le Comité épiscopal pour la Coopération missionnaire (CECM). Autour du noyau initial constitué en juin 2002, un rassemblement plus large se forme, avec un éventail de mouvements partenaires, au sein de l'Association des Assises Chrétiennes de la Mondialisation, ACM, sous la présidence de Jérôme Vignon, ancien président d'Eccleria (alors appelé Mouvement chrétien des cadres et dirigeants),
Ces « Assises » se déroulent en deux temps :
- 1er semestre 2003 : les nombreux débats ou Assises Territoriales de la Mondialisation, ATM, qui auront lieu partout en France ;
- le week-end des 24-25 janvier 2004 à Lyon : un grand rassemblement de 3 000 à 4 000 personnes quelques jours avant les sommets mondiaux annuels de Porto Alegre et de Davos[2].

L'objectif déclaré est de favoriser une participation active des chrétiens au débat sur la mondialisation et l'apport d'une « valeur ajoutée chrétienne ». Jusqu'ici, en effet, les chrétiens engagés dans des mouvements liés à la mondialisation, n'agissaient pas sous une étiquette chrétienne. L'ambition des ACM est donc de participer au débat public en tant que chrétien.

## Enjeux
Faisant suite à ces réflexions, les ACM ont publié un « livre blanc » intitulé Dialogues pour une Terre habitable. En 2006, des Églises et mouvements chrétiens ont adopté ce « livre blanc » articulé autour de quatre thèmes : le développement durable, les migrations humaines, la création de richesse et la gouvernance. Ces actions sont encouragées par Mgr Gérard Defois, archevêque de Lille, qui déclare : « Nous avons besoin de vous et votre réflexion témoigne de l’unité des chrétiens qui font avancer l’Eglise » ou encore le pasteur Jean-Arnold de Clermont, président de la Fédération protestante de France qui rappelle que « le spirituel n’a de sens qu’engagé dans la vie quotidienne ».
Tous ces sujets sont en accord avec la doctrine sociale de l'Église catholique (DSE) :
- la notion de développement durable fait prendre conscience de la responsabilité personnelle de chacun face aux générations futures. Le défi de la théologie chrétienne est, depuis le XXe siècle, de concilier l'environnement comme un don de Dieu, et de reconsidérer la nature sous cet angle ;
- la mondialisation permet aujourd'hui des migrations humaines importantes, par le développement des moyens de transport, ainsi que par la diffusion de la réalité de la vie sur l'ensemble de la planète, et fait naître des espoirs parfois trompeurs parmi les populations. Les chrétiens peuvent être partagés entre un sentiment de peur face au phénomène migratoire, et celui de l'appel du Christ à l'amour de l'autre ;
- les ACM reconnaissent que la culture d'entreprise insistent sur la  Responsabilité sociétale des entreprises (RSE) et le caractère primordial des questions sociales et environnementales. Comme le fait remarquer Anne Duthilleul : « « Ce n’est pas très connu, car on ne le claironne pas en France, mais la norme RSE élaborée au plan international est d’inspiration chrétienne »[6],[7].

## Publication
- Livre blanc : Dialogues pour une terre habitable, préface de Jérôme Vignon, éditions Bayard, 2006  (ISBN 978-2-22747-633-2)
Recension par Christian Mellon, jésuite, Centre de recherche et d’action sociales (Ceras), ancien secrétaire de la Commission Justice et Paix, [lire en ligne]
Recension de Cécile Renouard : « Recensions » in revue Études, 2007/3, tome 406, p. 408-429, [lire en ligne].